# بط سماري
السَّمَارِيُّ أو البَطُّ السَّمَارِيُّ (الواحدة سَمَارِيَّةٌ أو بَطَّةٌ سَمَارِيَّةٌ. الاسم العلمي:Anas strepera، بالإنجليزية: gadwall) هو طائر ينتمي إلى إوزيات (فصيلة: Anatidae).

## تأثيل
سُمي سماري نسبة إلى السَّمَار وهو نوع من الأسل (عن محمود حلمي السماع ودرسر).

## معرض صور

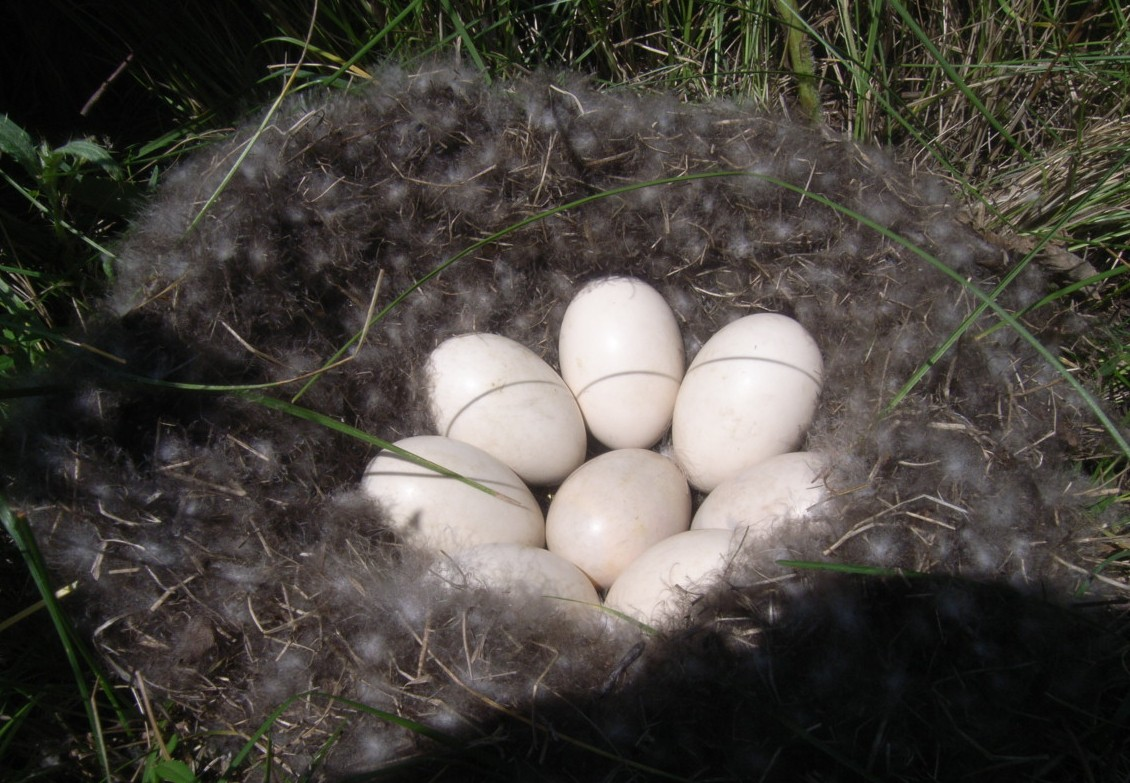
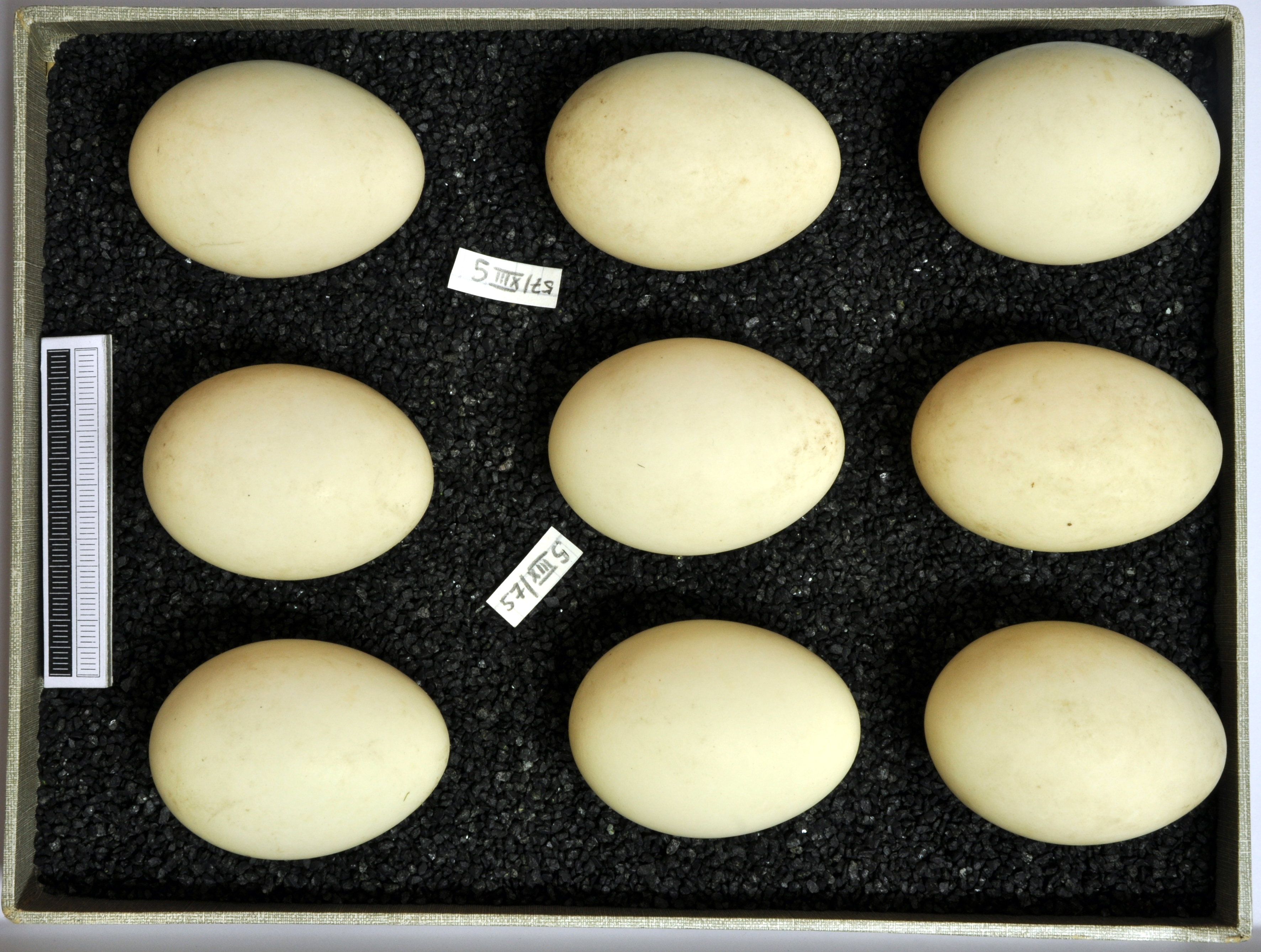
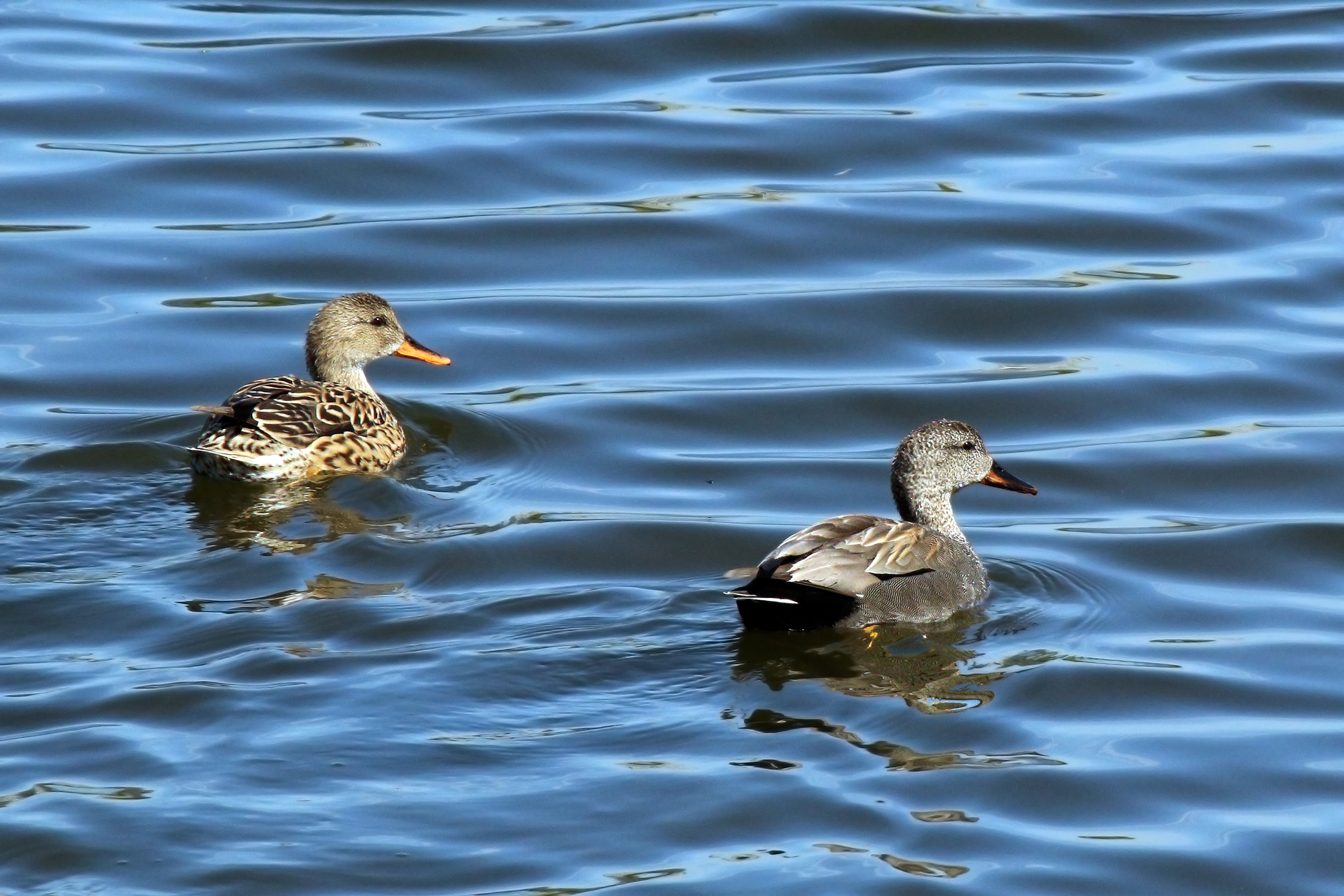
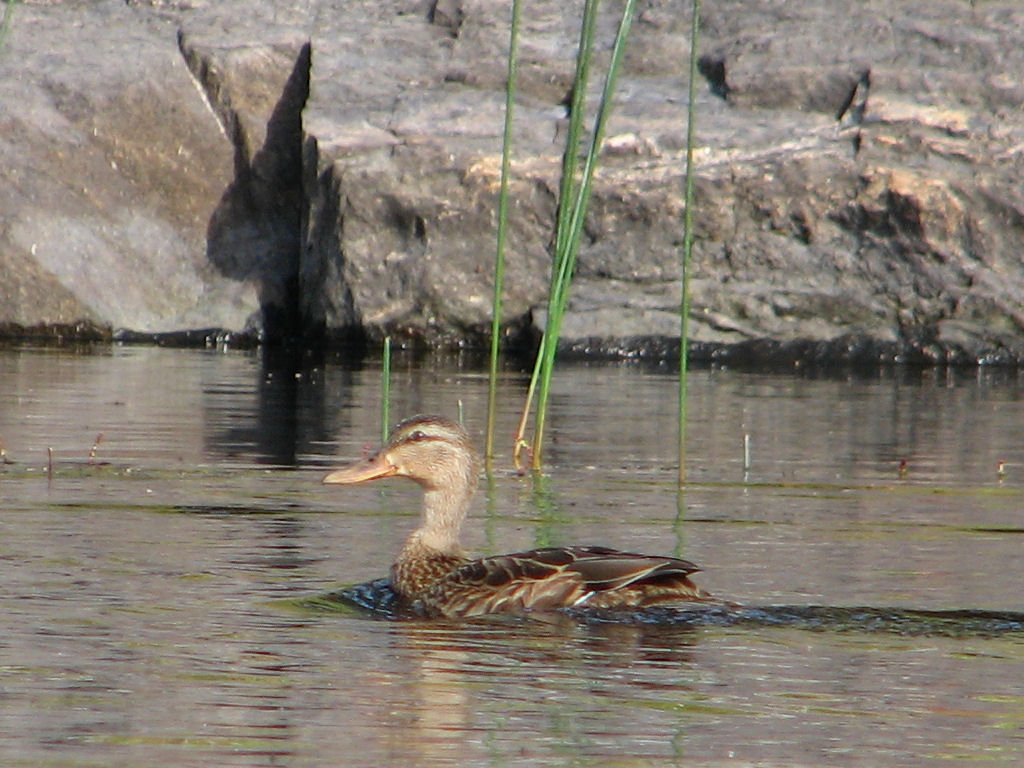